# Malaysia Cup 2024/25
Der Malaysia Cup 2024/25 (malaiisch Piala Malaysia 2024/25), aus Sponsorengründen auch als Unifi Piala Malaysia 2024/25 bekannt, war die 98. Austragung dieses Fußballpokalturniers. Das Turnier begann mit dem Achtelfinale am 20. November 2024 und endete mit dem Finale am 26. April 2025. Organisiert wurde der Wettbewerb vom malaysischen Fußballverband und der Malaysian Football League. Titelverteidiger war der Johor Darul Ta’zim FC.

## Modus
Am Turnier nahmen 13 Mannschaften der ersten Liga sowie drei Mannschaften der Malaysia A1 Semi-Pro League teil. Das Achtelfinale, Viertelfinale und das Halbfinale wurden in Hin- und Rückspiel ausgetragen. Der Sieger des Finales wurde in einem Spiel ermittelt.

### Teilnehmende Mannschaften
| Malaysia Super League | Malaysia A1 Semi-Pro League                                 |
| - Johor Darul Ta’zim FC - Kedah Darul Aman FC - Kelantan Darul Naim FC - Kuching City FC - Kuala Lumpur City FC - Negeri Sembilan FC - Penang FC - Perak FC - PDRM FC - Sabah FC - Selangor FC - Sri Pahang FC - Terengganu FC | - Kuala Lumpur Rovers FC - Putrajaya Antlers FC - Melaka FC |

## Termine
| Runde         | Hinspiele                 | Rückspiele                             |
| ------------- | ------------------------- | -------------------------------------- |
| Achtelfinale  | 20. bis 24. November 2024 | 27. November 2024 bis 1. Dezember 2024 |
| Viertelfinale | 13. bis 15. Dezember 2024 | 21. bis 23. Dezember 2024              |
| Halbfinale    | 17./18. Januar 2025       | 1./2. Februar 2025                     |
| Finale        | 26. April 2025            | 26. April 2025                         |

## Achtelfinale
|                        | Gesamt |                       | Hinspiel | Rückspiel |
| ---------------------- | ------ | --------------------- | -------- | --------- |
| Kuala Lumpur Rovers FC | 0:9    | Johor Darul Ta’zim FC | 0:3      | 0:6       |
| Penang FC              | 0:3    | Kuching City FC       | 0:1      | 0:2       |
| Kedah Darul Aman FC    | 4:6    | Kuala Lumpur City FC  | 3:2      | 1:4       |
| Kelantan Darul Naim FC | 1:6    | Perak FC              | 0:3      | 1:3       |
| Putrajaya Antlers FC   | 0:7    | Sabah FC              | 0:4      | 0:3       |
| Sri Pahang FC          | 3:2    | Selangor FC           | 1:1      | 2:1       |
| Melaka FC              | 1:4    | Terengganu FC         | 1:4      | 0:0       |
| Negeri Sembilan FC     | 4:2    | PDRM FC               | 1:2      | 3:0       |

## Viertelfinale
|                      | Gesamt |                       | Hinspiel | Rückspiel |
| -------------------- | ------ | --------------------- | -------- | --------- |
| Perak FC             | 3:4    | Sri Pahang FC         | 0:1      | 3:3       |
| Kuala Lumpur City FC | 1:6    | Johor Darul Ta’zim FC | 1:2      | 0:4       |
| Negeri Sembilan FC   | 2:6    | Terengganu FC         | 0:2      | 2:4       |
| Kuching City FC      | 0:1    | Sabah FC              | 0:1      | 0:0       |

## Halbfinale
|               | Gesamt |                       | Hinspiel | Rückspiel |
| ------------- | ------ | --------------------- | -------- | --------- |
| Terengganu FC | 1:6    | Johor Darul Ta’zim FC | 0:4      | 1:2       |
| Sabah FC      | 2:3    | Sri Pahang FC         | 1:1      | 1:2 n. V. |

## Finale
|                       | Ergebnis |               |
| --------------------- | -------- | ------------- |
| Johor Darul Ta’zim FC | 2:1      | Sri Pahang FC |